# Чемпионат России по хоккею с шайбой 1996/1997 (составы)
Составы команд чемпионата России по хоккею с шайбой 1996/97.
Указано гражданство хоккеистов, не являвшихся гражданами России (согласно eliteprospects.com).

## 1. «Торпедо» Ярославль
Вратари: Олег Браташ (17 матчей, 23 пропущенные шайбы), Радмир Фаизов (2, 0), Егор Подомацкий (30, 42).
Защитники: Алексей Амелин, Алексей С. Васильев, Илья Горохов, Михаил Доника, Сергей Жуков, Олег Комиссаров,  Владимир Копать, Дмитрий Красоткин, Александр Медведев,  Олег Полковников,  Андрей Савенков, Андрей Соболев, Михаил Чернов.
Нападающие: Владимир Антипов, Александр Ардашев, Дмитрий Власенков, Сергей Горбачев, Алексей Горшков, Анатолий Ковешников,  Евгений Лазарев,  Виталий Литвиненко, Роман Ляшенко, Игорь Меляков,  Александр Ниживий, Константин Перегудов, Владимир Самылин,  Андрей Скабелка, Алексей Тимкин, Алексей Трасеух, Анатолий Устюгов,  Сергей Чернявский, Денис Швидкий.
Главный тренер: Пётр Воробьёв.

## 2. «Лада»
Вратари: Сергей Николаев (38, 50), Евгений Чечин (13, 19), Дмитрий Мыльников (1, 5),  Сергей Храмцов (1, 0, аренда из «Авангарда»).
Защитники:  Евгений Блохин,  Андрей Бущан, Олег Волков, Олег Давыдов, Сергей Журиков, Павел Комаров, Андрей Кручинин, Александр Любимов, Константин Маслюков,  Игорь Никитин, Артур Октябрёв,  Олег Романов, Дмитрий Саразов, Владимир Тарасов, Алексей Тезиков,  Олег Хмыль, Роман Цветков, Денис Цыгуров, Дмитрий Шалабанов.
Нападающие: Максим Балмочных, Вячеслав Безукладников, Олег Белкин, Юрий Буцаев, Рустем Габдуллин, Павел Десятков, Анатолий Емелин, Юрий Злов,  Александр Кревсун, Олег Мальцев, Денис Метлюк, Александр Нестеров,  Василий Панков, Иван Свинцицкий, Андрей Тарасенко, Денис Тюрин,  Виктор Числов, Дмитрий Шандуров, Сергей Шиханов.
Главный тренер: Геннадий Цыгуров.

## 3. «Салават Юлаев»
Вратари: Игорь Васильев (20, 42), Владимир Тихомиров (24, 57), Константин Алексеев (1, 4).
Защитники: Владимир Алексеев,  Андрей Волков, Артём Зубарев, Андрей Зюзин, Леонид Канарейкин, Владислав Озолин, Алексей Плотников, Михаил Потапов, Венер Сафин, Дмитрий Чернов, Василий Чижов, Андрей Яханов.
Нападающие: Олег Артамонов, Денис Афиногенов, Алик Гареев, Андрей Давлетов,  Пётр Девяткин, Николай Заварухин,  Валерий Кулибаба, Раиль Муфтиев, Вадим Плотников, Константин Полозов, Владимир Потапов, Асхат Рахматуллин, Андрей Сидякин, Руслан Сулейманов, Борис Тимофеев, Айдар Хайруллин, Дмитрий Холепа, Руслан Шафиков, Наиль Шаяхметов, Альфред Юнусов.
Главный тренер: Рафаил Ишматов.

## «Металлург» Магнитогорск
- Вр Евгений Лойферман
- Вр Альберт Ширгазиев
- Зщ  Вадим Гловацкий
- Зщ Евгений Губарев
- Зщ  Игорь Земляной
- Зщ Юрий Исаев
- Зщ Андрей Мартемьянов
- Зщ Валерий Никулин
- Зщ Андрей Сапожников
- Зщ  Андрей Соколов
- Зщ Сергей Тертышный
- Зщ Евгений Шалыгин
- Зщ Александр Шварев
- Нп  Михаил Бородулин
- Нп Сергей Бровин
- Нп Игорь Варицкий
- Нп Дмитрий Воронежев
- Нп Евгений Галкин
- Нп Сергей Гомоляко
- Нп  Игорь Корешков
- Нп  Евгений Корешков
- Нп  Александр Корешков
- Нп Андрей Кудинов
- Нп Павел Литовченко
- Нп Дмитрий Максимов
- Нп Ренат Муханов
- Нп Сергей Осипов
- Нп Андрей Петраков
- Нп Дмитрий Попов
- Нп Сергей Пуртов
- Нп Алексей Степанов
- Нп Александр Чибиряев
- Главный тренер: Валерий Белоусов.

## «Авангард»
- Вр  Александр Вьюхин
- Вр Евгений Тарасов
- Вр  Сергей Храмцов (→  в «Ладу»)
- Зщ Дмитрий Алёхин
- Зщ Олег Бурлуцкий
- Зщ Сергей Коробкин
- Зщ Альберт Логинов
- Зщ Константин Маслюков
- Зщ Юрий Панов
- Зщ Дмитрий Пархоменко
- Зщ Александр Сивов
- Зщ Виталий Степаненко
- Зщ Олег Угольников
- Зщ Игорь Хацей
- Нп  Игорь Беляевский
- Нп Сергей Бердников
- Нп  Константин Буценко
- Нп  Андрей Гаврилин
- Нп Дмитрий Горенко
- Нп Сергей Губарев
- Нп  Дмитрий Дударев
- Нп Игорь Дякив
- Нп Павел Ермолаев
- Нп Сергей Жеребцов
- Нп  Павел Каменцев
- Нп  Олег Кряжев
- Нп  Денис Леонов
- Нп Николай Мариненко
- Нп Денис Поченков
- Нп  Андрей Пчеляков
- Нп  Андрей Самохвалов
- Нп Дмитрий Саяпин
- Нп Андрей Субботин
- Нп Максим Сушинский
- Нп  Анатолий Филатов
- Нп Юрий Шипицын
- Нп  Сергей Шитковский
- Нп Александр Яковлев
- Главный тренер: Леонид Киселёв.

## «Динамо» Москва
- Вр Владимир Кулешов
- Вр Ильдар Мухометов
- Вр Евгений Набоков
- Зщ Евгений Грибко
- Зщ Вадим Гусев
- Зщ  Вячеслав Завальнюк
- Зщ Роман Золотов
- Зщ Сергей Козуров
- Зщ Дмитрий Кокорев
- Зщ Максим Кузнецов
- Зщ Олег Ореховский
- Зщ Дмитрий Рябыкин
- Зщ Сергей Семин
- Зщ Дмитрий Суханов
- Зщ Сергей Тихонов
- Зщ  Алексей Трощинский
- Зщ  Александр Юдин
- Нп Максим Афиногенов
- Нп Алексей Бадюков
- Нп Игорь Бахмутов
- Нп  Алексей Белянский
- Нп Руслан Берников
- Нп Александр Борозенко
- Нп Андрей Васин
- Нп Владимир Грачев
- Нп  Петр Девяткин
- Нп Роман Ильин
- Нп  Алексей Калюжный
- Нп Денис Карцев
- Нп  Георгий Ксандопуло
- Нп Александр Кувалдин
- Нп Андрей Кузьмин
- Нп Сергей Лучинкин
- Нп Дмитрий Назаров
- Нп Эдуард Першин
- Нп Владимир Потапов
- Нп  Виталий Семенченко
- Нп Дмитрий Сергеев
- Нп  Владимир Хамракулов
- Нп Александр Харитонов
- Нп Станислав Чвокин
- Нп Валерий Черный
- Нп Дмитрий Чумаченко
- Главный тренер: Владимир Голубович (до 18 декабря)[1], Юрий Очнев.

## «Рубин»
- Вр Андрей Василевский
- Вр Сергей Киряхин
- Зщ  Виктор Архипов
- Зщ Рашит Галимжанов
- Зщ Владимир Ганин
- Зщ Владимир Капуловский
- Зщ Олег Качесов
- Зщ  Владимир Кирик
- Зщ Георгий Мусатаев
- Зщ Халим Нигматуллин
- Зщ Павел Плотников
- Зщ Дмитрий Саенко
- Зщ Дмитрий Шурупов
- Нп  Николай Бабенко
- Нп  Эдуард Валиуллин
- Нп Алексей Галынский
- Нп Игорь Дякив
- Нп Сергей Елаков
- Нп Алексей Ждахин
- Нп Сергей Зайцев
- Нп Владимир Зоркин
- Нп Александр Иванов
- Нп Игорь Латышев
- Нп Роман Осколков
- Нп  Дмитрий Пидгурский
- Нп Олег Толоконцев
- Нп Вячеслав Хаев
- Нп Вадим Шайдуллин
- Нп Вадим Щелкунов
- Главный тренер: Александр Кузьмин.

## «Кристалл» Саратов
- Вр Алексей Егоров
- Вр Дмитрий Мельников
- Зщ Алексей В. Васильев
- Зщ Владимир Думнов
- Зщ Михаил Королев
- Зщ Алексей Кривоножкин
- Зщ  Олег Леонтьев
- Зщ Алексей Макеев
- Зщ Олег Марков
- Зщ Михаил Милехин
- Зщ Александр Михайлов
- Зщ  Сергей Федотов
- Зщ Сергей Филин
- Зщ Дмитрий Храмченко
- Зщ Дмитрий Чикин
- Нп Али Бурханов
- Нп Кирилл Двуреченский
- Нп Сергей Жебровский
- Нп Сергей Земсков
- Нп Александр Иванов
- Нп Константин Касаткин
- Нп Андрей Королёв
- Нп Андрей Лунёв
- Нп Валерий Минаев
- Нп Вадим Молотилов
- Нп Сергей Самошкин
- Нп Виталий Седов
- Нп Владимир Сироткин
- Нп Игорь Степанов
- Нп Сергей Толстых
- Нп Юрий Цуренков
- Нп Евгений Чулков
- Нп Игорь Яковлев
- Главный тренер: Владимир Куплинов (до 15 февраля), Анатолий Лукошин.

## «Ак Барс»
- Вр Сергей Абрамов
- Вр Дмитрий Ячанов
- Зщ Артем Анисимов
- Зщ Дмитрий Балмин
- Зщ  Юрий Гунько
- Зщ Александр Завьялов
- Зщ Евгений Крутов
- Зщ Алексей Кулагин
- Зщ Леонид Лабзов
- Зщ Алексей Лапшин
- Зщ Владислав Макаров
- Зщ Ленар Насибуллин
- Зщ  Александр Савицкий
- Зщ Ремир Хайдаров
- Зщ Рафаэль Якубов
- Нп Денис Архипов
- Нп Роман Баранов
- Нп Дмитрий Безруков
- Нп Дмитрий Ванясов
- Нп Алмаз Гарифуллин
- Нп Ильнур Гизатуллин
- Нп Кирилл Голубев
- Нп Роман Горев
- Нп Евгений Захаров
- Нп Сергей Золотов
- Нп Айрат Кадейкин
- Нп Ринат Касьянов
- Нп Эдуард Кудерметов
- Нп Андрей Макаров
- Нп Артем Миронов
- Нп Михаил Сарматин
- Нп Лев Трифонов
- Нп Евгений Фролов
- Нп Андрей Царев
- Нп Алексей Чупин
- Нп  Вадим Шахрайчук
- Главный тренер: Юрий Моисеев.

## «Крылья Советов»
- Вр Сергей Дроздов
- Вр Алексей Поляков
- Вр Виталий Чумичев
- Зщ Виталий Атюшов
- Зщ Вадим Брезгунов
- Зщ Евгений Варламов
- Зщ Андрей Гречушкин
- Зщ Андрей Есипов
- Зщ Сергей Зимаков
- Зщ Денис Киркин
- Зщ Сергей Мартынов
- Зщ Василий Первухин
- Зщ Сергей Полищук
- Зщ Илья Сташенков
- Зщ Максим Чуканов
- Зщ Александр Ширин
- Зщ Николай Щедров
- Нп Павел Агарков
- Нп Юрий Бабенко
- Нп Александр Бойков
- Нп Павел Бойченко
- Нп Михаил Волков
- Нп Олег Вощеникин
- Нп Дмитрий Гоголев
- Нп Юрий Добрышкин
- Нп Владислав Иванов
- Нп Алексей Исаков
- Нп Александр Кожевников
- Нп Алексей Колкунов
- Нп Александр Королюк
- Нп Лев Крутохвостов
- Нп  Юрий Литвинов
- Нп Ярослав Люзенков
- Нп Алексей Морозов
- Нп Дмитрий Набоков
- Нп Иван Новосельцев
- Нп Алексей Погонин
- Нп Александр Савченков
- Нп  Сергей Селиванов
- Нп  Денис Тарахчан
- Нп Владимир Терехов
- Нп Александр Трофимов
- Главный тренер: Александр Зарубин (до октября), Сергей Котов.

## «Северсталь»
- Вр Андрей Карпин
- Вр Сергей Подпузько
- Зщ Николай Гудков
- Зщ Алексей Данилов
- Зщ Андрей Дылевский
- Зщ Александр Ждан
- Зщ Олег Кобзев
- Зщ Андрей Козырев
- Зщ Дмитрий Кукушкин
- Зщ Михаил Митькин
- Зщ Василий Первухин
- Зщ Сергей Семенов
- Зщ Александр Терехов
- Зщ Александр Хаванов
- Нп Алексей Багичев
- Нп  Вадим Бекбулатов
- Нп Олег Болтунов
- Нп Герман Волгин
- Нп Яков Деев
- Нп Игорь Зеленчев
- Нп Михаил Иванов
- Нп Сергей Кондрашкин
- Нп Дмитрий Коновалов
- Нп Владимир Кочин
- Нп Евгений Павлов
- Нп  Дмитрий Панков
- Нп Игорь Петров
- Нп Руслан Ревякин
- Нп Олег Савчук
- Нп  Сергей Сенин
- Нп Андрей Смирнов
- Нп Алексей Соколов
- Нп Игорь Старковский
- Нп  Владимир Хайлак
- Главный тренер: Сергей Николаев.

## «Трактор»
- Вр Михаил Емельянов
- Вр Андрей Зуев
- Зщ Борис Александров
- Зщ Владимир Гапонов
- Зщ Анвар Гатиятулин
- Зщ Сергей Гринь
- Зщ Константин Гусев
- Зщ Денис Денисов
- Зщ Дмитрий Калинин
- Зщ Сергей Кулев
- Зщ Валерий Никулин
- Зщ Константин Сидулов
- Зщ Дмитрий Тертышный
- Зщ Александр Троицкий
- Зщ Сергей Усанов
- Зщ Алексей Чикалин
- Нп Константин Астраханцев
- Нп Евгений Бобыкин
- Нп Антон Галлямов
- Нп Андрей Диденко
- Нп Вячеслав Долишня
- Нп Евгений Зиновьев
- Нп Дмитрий Иванов
- Нп Евгений Иконников
- Нп Игорь Камаев
- Нп Андрей Ковшевный
- Нп Владимир Кречин
- Нп Павел Лазарев
- Нп Максим Смельницкий
- Нп Сергей Соломатов
- Нп Владимир Суханов
- Нп Дмитрий Талайков
- Нп  Константин Татаринцев
- Нп Алексей Тертышный
- Нп Сергей Хрущёв
- Нп Олег Черкасов
- Главный тренер: Сергей Григоркин.

## «Химик»
- Вр Валерий Иванников
- Вр Андрей Козлов
- Зщ Александр Головкин
- Зщ Алексей Денискин
- Зщ Виталий Дрындин
- Зщ Андрей Ершов
- Зщ Сергей Карпов
- Зщ Андрей Логинов
- Зщ Андрей Марков
- Зщ Алексей Мирошников
- Зщ Владимир Толоконников
- Зщ Дмитрий Челнаков
- Нп Игорь Александров
- Нп Михаил Белобрагин
- Нп Лев Бердичевский
- Нп Александр Галкин
- Нп Евгений Гаранин
- Нп Вадим Гусев
- Нп Александр Жинков
- Нп Владимир Ильин
- Нп Сергей Королев
- Нп Алексей Крутов
- Нп Сергей Кудяшов
- Нп Вячеслав Митрофанов
- Нп Сергей Морозов
- Нп Евгений Пастернацкий
- Нп Вячеслав Поликаркин
- Нп Александр Попов
- Нп Дмитрий Сандрогайлов
- Нп Владимир Солдатов
- Нп Александр Сырцов
- Главный тренер: Валерий Никитин.

## ХК ЦСКА
- Вр  Виталий Еремеев
- Вр Максим Михайловский
- Зщ  Марат Аскаров
- Зщ  Каспар Асташенко
- Зщ  Сергей Вышегородцев
- Зщ Дмитрий Евдокимов
- Зщ Алексей Касатонов
- Зщ Сергей Козуров
- Зщ Олег Комиссаров
- Зщ Андрей Никишов
- Зщ Александр Осадчий
- Зщ Сергей Плотников
- Зщ Сергей Семин
- Зщ Дмитрий Суханов
- Зщ Сергей Тихонов
- Зщ Олег Шаргородский
- Нп Сергей Акимов
- Нп Максим Бец
- Нп Александр Борозенко
- Нп Андрей Васин
- Нп Яков Деев
- Нп Владимир Жашков
- Нп Борис Зеленко
- Нп Василий Каменев
- Нп Андрей Квартальнов
- Нп Юрий Кузнецов
- Нп Денис Ложкин
- Нп Валентин Морозов
- Нп Денис Пиголицын
- Нп Николай Пронин
- Нп  Андрей Райский
- Нп Станислав Романов
- Нп Сергей Селютин
- Нп  Виталий Семенченко
- Нп Дмитрий Субботин
- Нп Игорь Шевцов
- Нп  Марек Ясс
- Главный тренер: Виктор Тихонов.

## «Нефтехимик»
- Вр Алексей Ивашкин
- Вр Александр Никифоров
- Вр Александр Падян
- Вр Борис Тортунов
- Зщ Дмитрий Алехин
- Зщ Андрей Емелин
- Зщ  Олег Коваленко
- Зщ Дмитрий Куликов
- Зщ  Александр Макрицкий
- Зщ Вячеслав Мишенин
- Зщ  Игорь Никитин
- Зщ  Андрей Овчинников
- Зщ Евгений Петров
- Зщ Дмитрий Плеханов
- Зщ Сергей Суярков
- Зщ  Вячеслав Тимченко
- Зщ  Сергей Яковенко
- Нп  Олег Антоненко
- Нп Эдуард Белозерцев
- Нп Марсель Гарипов
- Нп Радик Гизатуллин
- Нп Ришат Гимаев
- Нп Алексей Жаглин
- Нп  Владимир Завьялов
- Нп Дмитрий Затевахин
- Нп Алексей Иванов
- Нп  Юрий Ковыляев
- Нп Андрей Кошкин
- Нп Вячеслав Курочкин
- Нп Геннадий Лебедев
- Нп  Евгений Млинченко
- Нп  Алексей Мурзин
- Нп  Андрей Николаев
- Нп Евгений Павлов
- Нп  Анатолий Степанищев
- Нп Николай Устинов
- Нп Евгений Чепрасов
- Нп Сергей Шиханов
- Нп Нияз Якупов
- Главный тренер: Владимир Андреев.

## ЦСК ВВС
- Вр  Алексей Губарев
- Вр Виктор Чистов
- Вр Алексей Шарнин
- Зщ Алексей Булдаков
- Зщ Дмитрий Быков
- Зщ Александр Жмаев
- Зщ Павел Зубов
- Зщ Сергей Комаров
- Зщ Олег Кузнецов
- Зщ Андрей Куликов
- Зщ Андрей Мартемьянов
- Зщ Евгений Мухин
- Зщ Игорь Никитин
- Зщ Олег Поротников
- Зщ Олег Юшин
- Нп Алексей Акифьев
- Нп Алексей Алексеев
- Нп Захар Гатауллин
- Нп Владимир Еловиков
- Нп Алексей Зуев
- Нп Константин Исупов
- Нп Алексей Климантов
- Нп  Игорь Корешков
- Нп Андрей Кузнецов
- Нп Юрий Мордвинцев
- Нп Айдар Мусакаев
- Нп Олег Науменко
- Нп Андрей Разин
- Нп Денис Сажин
- Нп Андрей Хазов
- Нп Сергей Шумихин
- Главный тренер: Александр Асташёв.

## «Спартак»
- Вр Антон Зеленов
- Вр Геннадий Ушаков
- Вр Алексей Червяков
- Зщ Иван Андрияшев
- Зщ Василий Демин
- Зщ Фёдор Лукинский
- Зщ Илья Макаров
- Зщ Даниил Марков
- Зщ Левон Микаэлян
- Зщ Евгений Петрочинин
- Зщ Дмитрий Подлегаев
- Зщ Александр Рязанцев
- Зщ Николай Сёмин
- Зщ Владимир Тюриков
- Нп Николай Борщевский
- Нп Герман Волгин
- Нп Вадим Епанчинцев
- Нп Дмитрий Кириленко
- Нп Дмитрий Клевакин
- Нп Константин Коротков
- Нп Алексей Кочегаров
- Нп Константин Митрошкин
- Нп Игорь Мишуков
- Нп Андрей Попугаев
- Нп Артем Рыбин
- Нп Максим Рыбин
- Нп  Олле Силдре
- Нп Максим Степанов
- Нп Алексей Ткачук
- Нп Сергей Шаламай
- Нп Юрий Шипицын
- Нп Георгий Шумский
- Нп Владислав Яковенко
- Главный тренер: Вячеслав Анисин.

## СКА
- Вр Кирилл Кореньков
- Вр Алексей Марьин
- Вр Максим Соколов
- Вр Андрей Черноскутов
- Зщ Владимир Алексушин
- Зщ Михаил Артёмов
- Зщ Юрий Гайлик
- Зщ Денис Гостев
- Зщ Марат Давыдов
- Зщ  Артем Остроушко
- Зщ Валерий Покровский
- Зщ Алексей Рубов
- Зщ Кирилл Сафронов
- Зщ Александр Сивов
- Зщ Сергей Симонов
- Зщ Игорь Сипченко
- Зщ Олег Тимофеев
- Зщ Алексей Титов
- Зщ Евгений Филинов
- Зщ Святослав Хализов
- Зщ Александр Юдин
- Зщ Сергей Яковлев
- Нп Владимир Андреев
- Нп Виктор Беляков
- Нп  Иван Вологжанинов
- Нп Илья Горбушин
- Нп Константин Горовиков
- Нп Владислав Громов
- Нп Алексей Ефимов
- Нп Сергей Зайцев
- Нп Александр Зыбин
- Нп Алексей Кознев
- Нп  Иван Логинов
- Нп Константин Молодцов
- Нп Евгений Нохрин
- Нп Алексей Попов
- Нп Владимир Самсоник
- Нп Александр Сикачев
- Нп Андрей Темляков
- Нп Юрий Цыплаков
- Нп  Евгений Шастин
- Нп Георгий Шумский
- Главный тренер: Борис Михайлов.

## «Металлург» Новокузнецк
- Вр Андрей Бессонов
- Вр Вадим Тарасов
- Зщ  Артем Аргоков
- Зщ Вадим Буценко
- Зщ Дмитрий Воинский
- Зщ Вячеслав Герольд
- Зщ  Дмитрий Дубровский
- Зщ Андрей Евстафьев
- Зщ Юрий Зуев
- Зщ  Алексей Капантин
- Зщ  Алексей Коледаев
- Зщ  Евгений Кузьмин
- Зщ Георгий Мусатаев
- Зщ  Евгений Пупков
- Зщ Андрей Трощенков
- Нп Евгений Афонин
- Нп Сергей Девятков
- Нп Сергей Демьяновский
- Нп  Сергей Иченский
- Нп Александр Китов
- Нп Владимир Кормачев
- Нп  Николай Курочкин
- Нп  Илья Лашин
- Нп  Алексей Лопатин
- Нп Александр Малахов
- Нп Вадим Морозов
- Нп Сергей Москалёв
- Нп  Станислав Пиневский
- Нп  Ерлан Сагымбаев
- Нп Виктор Сальников
- Нп Роланд Сванидзе
- Нп Михаил Сигарев
- Нп Андрей Смирнов
- Нп  Дмитрий Филиппов
- Главный тренер: Николай Мышагин.

## «Сибирь»
- Вр  Владимир Бородулин
- Вр Константин Капкайкин
- Зщ Амир Алямов
- Зщ  Виктор Быстрянцев
- Зщ Сергей Губин
- Зщ Алексей Коршков
- Зщ  Игорь Медведев
- Зщ  Александр Полищук
- Зщ Олег Прокопенко
- Зщ Игорь Рыжих
- Зщ Сергей Селянин
- Зщ Евгений Тютиков
- Зщ Евгений Ушков
- Зщ  Валерий Шеститко
- Нп  Сергей Антипов
- Нп Евгений Антонов
- Нп Игорь Бухтояров
- Нп Александр Власов
- Нп Сергей Воронцов
- Нп Сергей Губарев
- Нп  Владимир Ефремов
- Нп Олег Жиронкин
- Нп Дмитрий Затонский
- Нп Вячеслав Карпов
- Нп Юрий Клемешов
- Нп  Максим Комиссаров
- Нп  Игорь Кравец
- Нп Евгений Кулешов
- Нп Алексей Логутенко
- Нп Алексей Погодин
- Нп Игорь Ульшин
- Нп Игорь Храмцов
- Нп Владимир Шапиро
- Нп Владимир Яблонский
- Главный тренер:  Владимир Гольц.

## СКА-«Амур»
- Вр  Павел Бессонов
- Вр Олег Филимонов
- Зщ Олег Вевчеренко
- Зщ Артём Волков
- Зщ Марат Гильманов
- Зщ Евгений Голденков
- Зщ Олег Горбенко
- Зщ Андрей Киселёв
- Зщ Евгений Кувеко
- Зщ Михаил Переяслов
- Зщ Роман  Чижков
- Зщ Дмитрий Шулаков
- Зщ Сергей  Ясаков
- Нп  Игорь Андрющенко
- Нп Константин Арендов
- Нп  Ильдус Габдрахманов
- Нп Игорь Горбенко
- Нп Олег Днепровский
- Нп Владимир Емельянов
- Нп Андрей Ерофеев
- Нп Александр Казаков
- Нп Сергей Корчагин
- Нп Николай Мариненко
- Нп  Мурат Мухаметов
- Нп  Игорь Николаев
- Нп Павел Скугарев
- Нп Александр Скугарев
- Нп Дмитрий Скугарев
- Нп  Александр Филиппов
- Нп Юрий Фимин
- Нп Виктор Фоминых
- Нп Дмитрий Хомяков
- Нп Виктор Худяков
- Нп  Роман Шипулин
- Главный тренер: Александр Блинов (до 21 ноября), Валентин Егоров

## «Кристалл» Электросталь
- Вр Сергей Вертунов
- Вр Владимир Герасимов
- Вр Денис Кузьменко
- Зщ Максим Васючков
- Зщ Александр Гришин
- Зщ Роман Каблин
- Зщ Рустем Камалетдинов
- Зщ Вадим Мусатов
- Зщ Виталий Прошкин
- Зщ Сергей Решетников
- Зщ Андрей Симашов
- Зщ Данил Хресин
- Нп Владислав Брызгалов
- Нп Дмитрий Вершинин
- Нп Роман Железняков
- Нп Дмитрий Зинин
- Нп Виталий Кабанов
- Нп Андрей Королёв
- Нп Алексей Купреенков
- Нп Александр Лазутин
- Нп Владимир Леонов
- Нп Сергей Никоноров
- Нп Илья Носов
- Нп Вадим Покотило
- Нп Андрей Сидляров
- Нп Денис Спрыгин
- Нп Виталий Томилин
- Нп Константин Фролов
- Нп  Владимир Хамракулов
- Нп Дмитрий Ходор
- Нп Василий Чистоклетов
- Главный тренер: Владимир Мариничев

## «Торпедо» Нижний Новгород
- Вр Алексей Игнатенко
- Вр Сергей Фадеев
- Зщ Николай Воеводин
- Зщ  Сергей Гаркуша
- Зщ Сергей Клишин
- Зщ Александр Куприянов
- Зщ Лев Латин
- Зщ Андрей Мажугин
- Зщ Олег Наместников
- Зщ Николай Сырцов
- Зщ Алексей Тезиков
- Зщ Алексей Томилов
- Нп Вадим Аверкин
- Нп Евгений Бобарико
- Нп Юрий Богусевич
- Нп Андрей Желнов
- Нп Владимир Киреев
- Нп Сергей Киселёв
- Нп Владимир Коньков
- Нп Сергей Макаров
- Нп Игорь Меляков
- Нп Владимир Орлов
- Нп Дмитрий Пирожков
- Нп Максим Савосин
- Нп Олег Сараев
- Нп Игорь Сиротинин
- Нп Василий Смирнов
- Нп Андрей Смирнов
- Нп Алексей Ушаков
- Нп  Владимир Хайлак
- Нп  Виктор Числов
- Главный тренер: Михаил Варнаков

## «Дизелист»
- Вр Евгений Еграшин
- Вр Сергей Костюхин
- Зщ Игорь Агеев
- Зщ  Александр Агневщиков
- Зщ Алексей Долманов
- Зщ Борис Кузьмин
- Зщ Андрей Куняков
- Зщ Олег Марков
- Зщ Александр Мокшанцев
- Зщ Сергей Пережогин
- Зщ  Владимир Свито
- Зщ Владислав Шведов
- Нп Павел Баулин
- Нп Олег Булычев
- Нп Олег Бутылин
- Нп Алексей Ваулин
- Нп Сергей Власов
- Нп Андрей Воробьев
- Нп Владимир Иванцов
- Нп Алексей Косоуров
- Нп Валерий Кукушкин
- Нп Олег Ларионов
- Нп Андрей Лунёв
- Нп Андрей Морозов
- Нп Сергей Николаев
- Нп Игорь Сафонов
- Нп Александр Титов
- Нп Алексей Чистяков
- Нп Дмитрий Шандуров
- Нп Евгений Шкуренков
- Главный тренер: Юрий Пережогин

## «Спартак» Екатеринбург
- Вр Олег Гуляев
- Вр Александр Сартаков
- Вр Александр Семенов
- Зщ Александр Безроднов
- Зщ Павел Велижанин
- Зщ Александр Визгин
- Зщ Алексей Воронов
- Зщ Игорь Григорьев
- Зщ Сергей Нарушко
- Зщ Владислав Отмахов
- Зщ Андрей Скомороха
- Зщ Денис Соколов
- Зщ Вячеслав Стюфеев
- Зщ Дмитрий Устюжанин
- Зщ  Александр Шишкович
- Нп Алексей Барсуков
- Нп Алексей Булатов
- Нп Павел Дацюк
- Нп Юрий Есипов
- Нп Игорь Захаров
- Нп Виталий Зыбин
- Нп Максим Краев
- Нп Алексей Макаров
- Нп Денис Митин
- Нп Алексей Пермяков
- Нп Андрей Петраков
- Нп Евгений Смаль
- Нп Владимир Уйманов
- Нп Константин Цуканов
- Нп Александр Челушкин
- Нп Станислав Чемоданов
- Нп Дмитрий Шпаковский
- Нп Андрей Шутов
- Главный тренер: Владимир Крикунов

## «Молот-Прикамье»
- Вр Дмитрий Хомутов
- Вр Рушан Яваев
- Зщ Дмитрий Бурлуцкий
- Зщ Роман Грибков
- Зщ  Дмитрий Дубровский
- Зщ Михаил Ковальков
- Зщ Сергей Лаптев
- Зщ Сергей Марченко
- Зщ Эдуард Матюхов
- Зщ Мурат Стержанов
- Зщ Александр Юдин
- Нп Александр Агеев
- Нп Евгений Ахметов
- Нп Николай Бардин
- Нп  Дмитрий Бернатавичюс
- Нп Сергей Губанов
- Нп Александр Гулявцев
- Нп Андрей Долгов
- Нп Михаил Ипатов
- Нп Алексей Панин
- Нп Дмитрий Романов
- Нп Андрей Селезов
- Нп Алексей Сергиевский
- Нп Вадим Тупицын
- Нп Виталий Чинахов
- Главный тренер: Василий Спиридонов (до 10 декабря), Эдуард Цыруль